# Уть (Кировская область)
Уть — село в Унинском районе Кировской области.

## География
Располагается на расстоянии примерно 15 км по прямой на восток-юго-восток от райцентра поселка Уни.

## История
Известно с 1770 года как место строительства молитвенного дома Казанской епархии, а позже (1774) строительства Троицкой церкви (вначале деревянной, с 1818 каменной). С 1845 церковь стала называться Вознесенской по главному престолу. С 1939 года церковь пустует. В 1873 году здесь (село Утинское) было учтено дворов 13 и жителей 65, в 1905 10 и 42, в 1926 15 и 45, в 1950 51 и 223, в 1989 проживало 230 человек. Настоящее название утвердилось с 1939 года. В 1941-1954 годах работал детский дом. До 2021 года входило в состав Канахинского сельского поселения до его упразднения.

## Население
Постоянное население  составляло 242 человека (русские 98%) в 2002 году, 179 в 2010.